# Wohldemfürst
Wohldemfürst (en russe : Вольдемфюрст, Vol'demfiourst) est un ancien village du Kouban, dans le sud de la Russie, fondé par des colons allemands. Il se trouvait sur la rive gauche du Kouban, au sud de Stavropol, dans l'actuel kraï de Stavropol, à l'époque dans l'oblast du Kouban.

## Histoire

### Origines
Wohldemfürst (ce qui signifie « béni soit le prince ») est fondé avec un hameau plus en hauteur appelé Oberdorf (village du haut) en 1863 par des familles de colons allemands agriculteurs en même temps que les villages d'Alexanderfeld (fondé en 1866) et de Hohenfeld à proximité. L'ensemble fait partie de la volost de Velikokniajeskoïe (littéralement grand-ducale).
L'histoire commence le 6 janvier 1860 à Elisabethal, colonie mennonite fondée en 1823 près de Halbstadt, où dix-huit représentants de différents villages mennonites de l'Empire russe signent une nouvelle profession de foi donnant naissance aux néomennonites, dissidence du mennonitisme originel. Les pasteurs excluent des communautés cette nouvelle tendance si bien que risquant de perdre leurs privilèges de colons octroyés par la couronne russe, les nouveaux sectateurs délèguent l'un des leurs, Johann Classen, pour se rendre à Saint-Pétersbourg plaider leur cause. Il se rend deux fois dans la capitale impériale, du 27 mars au 23 mai 1860, et de novembre 1860 à juin 1862. Le résultat est qu'en mai 1862, l'empereur Alexandre II signe un oukaze confirmant les privilèges des paysans colons (exemption de taxes pour leurs terres, administration et instruction en allemand, etc.) issus de cette dissidence mennonite. De plus le gouverneur du Caucase et frère du tsar, Michel Nikolaïevitch, prend à ses frais le transfert des familles néomennonites afin de mettre en valeur les terres en friche du Kouban. D'août 1862 à mai 1863, Johann Classen voyage dans le Caucase du Nord avec un groupe de néomennonites, puis de nouveau en juin et en août. Il reçoit la permission du transfert de cent familles qui peuvent s'installer sur un territoire de  6 500 déciatines (7 100 ha) à la confluence du Grand Zelentchouk et du Kouban, près de la stanitsa de Nikolaïevskaïa.
Au dernier moment, vingt-trois familles refusent de quitter l'Ukraine, et c'est ainsi que soixante-sept familles s'installent dans les nouveaux villages de Wohldemfürst et plus tard d'Alexanderferld et les hameaux dépendants. Elles sont néomennonites pour la plupart, mais quelques familles luthériennes s'y ajoutent ainsi que quelques domestiques ou valets de ferme allemands catholiques ou adventistes.
Les villageois construisent des maisons de pierre à haut toit avec de larges rues. Les champs de céréales, le tabac et la vigne sont cultivés avec soin. L'élevage bovin et ovin permet une certaine prospérité. L'artisanat se développe (serrureries, cinq cordonneries, etc.) et il existe trois scieries et des forges, des laiteries, une fromagerie, quatre moulins, etc. En 1874, vingt-sept familles émigrent en Amérique et sont remplacées par d'autres mennonites.
Plusieurs écoles primaires sont ouvertes et en 1915, une école moyenne. Un dispensaire avec pharmacie est également ouvert. Une grande maison de prière en pierre est achevée en 1878. Il est à noter que le village accueille ensuite plusieurs familles affiliées à la Société des Templiers qui émigrent au début du XXe siècle en Palestine. 
Le village de Wohldemfürst avec ses champs alentour s'étendait sur 2 271 déciatines (2 281 ha). En 1894, le village est renommé en Velikokniajeskoïe, sa traduction approximative en russe.

### Période soviétique
Après la révolution de 1917, mais surtout au moment de la collectivisation des terres, quelques mennonites parviennent à quitter le pays pour le Canada et le Mexique. Leur foi est officiellement interdite et la répression s'accentue dans les années 1920. Certaines familles sont exilées en Asie centrale. Le village est réorganisé avec les villages allemands voisins en kolkhoze, le kolkhoze Leninfeld, et fait partie du nouveau raïon de Liebknecht (du nom du révolutionnaire allemand spartakiste), dont il est le chef-lieu administratif.
En 1932-1933, la dékoulakisation entraîne une famine qui détruit moralement et physiquement l'esprit d'entreprise familiale dans l'agriculture et provoque des millions de morts. Les habitants des villages mennonites ne sont pas épargnés. Certains rejoignent de force l'Asie centrale et la jeunesse s'enrôle volontairement dans des kolkhozes ou usines de Sibérie pour échapper à la famine.
En 1937-1938, l'opération anti-allemande menée par le NKVD arrive au pic de la terreur stalinienne. L'opération démarre par l'ordre no 00439 du 25 juin 1937 du commissaire du peuple à l'Intérieur. Des centaines de milliers de descendants d'Allemands sont mis en état d'arrestation, leurs écoles, organisations communautaires et bibliothèques fermées. Au déclenchement de la guerre en 1941, ils sont massivement déportés en tant qu'« ennemis du Peuple » au Kazakhstan, en Kirghizie en Ouzbékistan, et en Sibérie. Une partie des déportés meurt de froid ou de faim pendant le transfert. Il en de même pour Wohldemfürst, qui est vidé de ses habitants à part quelques personnes.
D'août 1942 à janvier 1943, la région est occupée par la Wehrmacht, qui réintroduit l'agriculture de première nécessité. Les quelques dizaines d'habitants restants sont déclarés « ennemis du Peuple » par les autorités soviétiques qui libèrent la région de l'occupant et envoyés au Goulag. C'est la fin de l'histoire de Wohldemfürst.
Jusqu'en 1956, les descendants d'Allemands étaient obligés de signer tous les mois leur présence à l'administration militaire locale sur les lieux de leur résidence (Sibérie et Asie centrale) qu'il leur était interdit de quitter sous peine de vingt-cinq ans de travaux forcés.
Le 2 novembre 1956, les anciens villages mennonites désormais abandonnés sont officiellement radiés des listes administratives. Leur ancien territoire est inscrit au territoire du village d'Olguinskoïe renommé en 1961 Kotchoubeïevskoïe.

## Personnalités
- C'est ici que naquit l'homme de lettres soviétique A. Grüger (1911-1987)
- La famille Martens, famille maternelle de la chanteuse Anna German, était originaire de Wohldemfürst.
- La mère et la grand-mère maternelle du poète A. N. Pogrebny-Alexandrov naquirent ici.

## Population
- 1889: 544 habitants,
- 1894: 737 habitants,
- 1897: 1 030 habitants,
- 1911: 1 280 habitants,
- 1914: 1 185 habitants,
- 1918: 509 habitants,
- 1926: 1 338 habitants dont 1 162 descendants d'Allemands.

## Source
- (ru) Cet article est partiellement ou en totalité issu de l’article de Wikipédia en russe intitulé « Великокняжеское » (voir la liste des auteurs).